# Jean-François Eydt
Jean George (Jean-François) Eydt (Pulvermühl, 20 november 1808 – Luxemburg-Stad, 5 juni 1884) was een Luxemburgs architect.

## Leven en werk
Jean-François Eydt, roepnaam François, was een zoon van molenaar Jean George Eydt en Marguerite Reuter. De familie Eydt was eigenaar van de molen in Siechenhof, in 1800 kocht zijn vader de molen in Pulvermühl. Eydt werd in de burgerlijke stand ingeschreven met de voornamen van zijn vader als Jean George, bij zijn doop in de Sint-Janskerk in Grund werd hij Jean-François genoemd. Hij wordt later, onder andere bij de geboorte van kleinzoon Paul Funck, wel vermeld als Johann Georg, genannt Johann Franz Eydt.
Na het Collège in de hoofdstad studeerde Eydt architectuur in Dresden en Parijs. Hij volgde in 1834 Dagobert Chaucet op als stadsarchitect van Luxemburg. In 1869 nam hij ontslag en opende zijn eigen architectenbureau. Eydt werd in 1837 lid van de vrijmetselaarsloge Enfants de la Concorde Fortifiée. Hij trouwde in 1843 met Anne Marguerite Schaefer (1825-1883). Uit dit huwelijk onder meer een dochter die trouwde met architect Pierre Funck.
Als architect was Eydt onder meer verantwoordelijk voor het voltooien van de bouw van het Luxemburgs stadhuis, de aanleg van de eerste ondergrondse waterleiding van de stad en de bouw van een aantal villa's. Met Pierre Funck werkte hij samen aan het bisschoppelijk convict en de stadsbaden in Luxemburg-Stad.
Jean-François Eydt overleed op 75-jarige leeftijd en werd begraven op de Cimetière Notre-Dame in Limpertsberg.

## Enkele werken
- 1834-1845: Stadhuis van Luxemburg
- 1866: aanleg waterleiding tussen de bron bij de Nieuwe Poort (Porte Neuve) en de bronnen bij de Eicher Poort
- 1869: Villa Schaefer aan de Avenue Marie-Thérèse. Na de sloop van de villa werd hier in 1958 het bisschoppelijk gebouwd.
- 1870-1874: Bisschoppelijk convict 'd'Boulette'. Samen met Pierre Funck.
- 1871-1873: Villa Vauban, Luxemburg-Stad. Biedt onderdak aan het Musée d'Art de la Ville de Luxembourg.
- 1873-1875: Bains de la Ville, stadsbaden aan de Rue des Bains in Luxemburg-Stad. Samen met Pierre Funck.

### Galerij

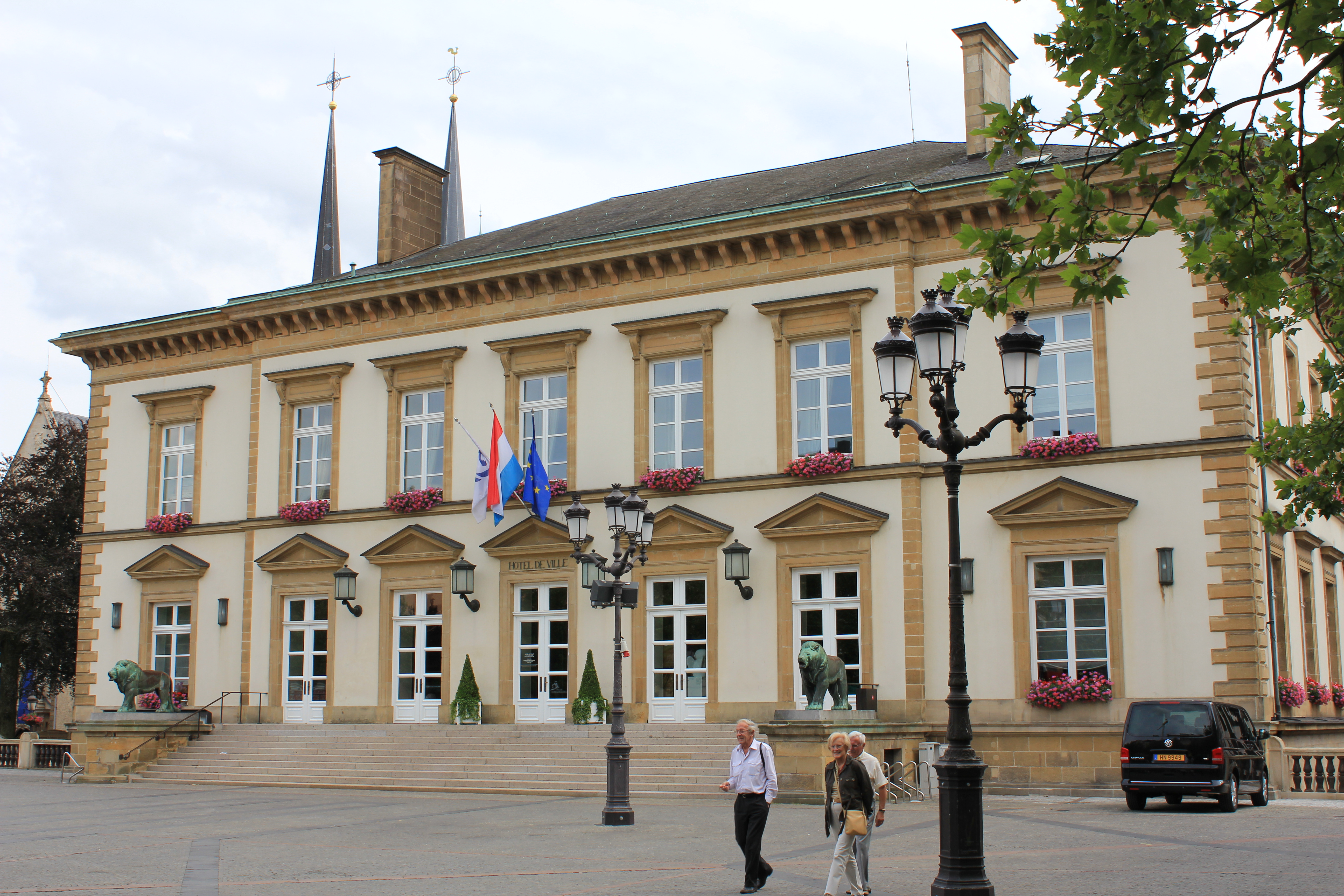
Stadhuis, Luxemburg
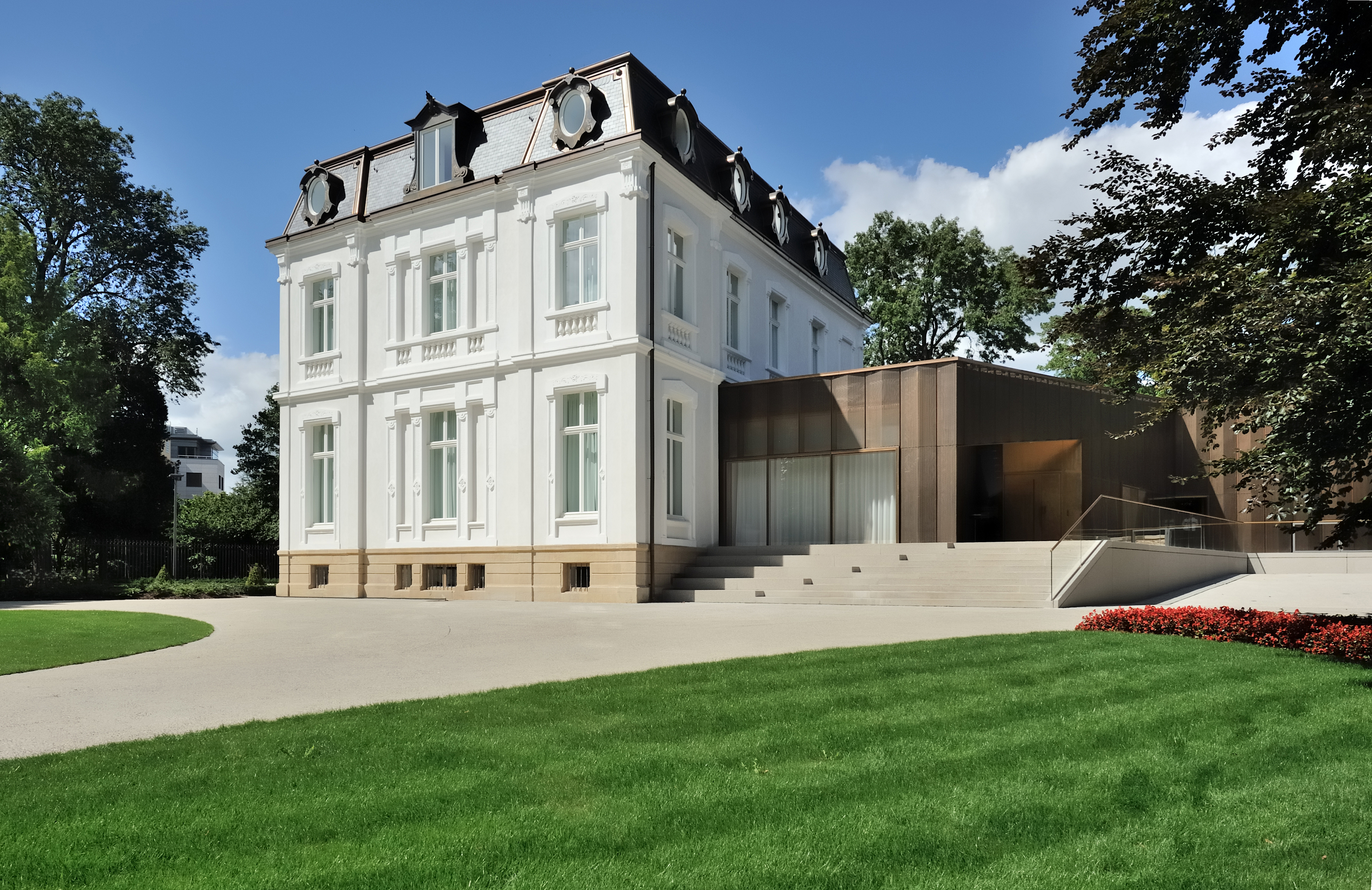
Villa Vauban, Luxemburg-Stad
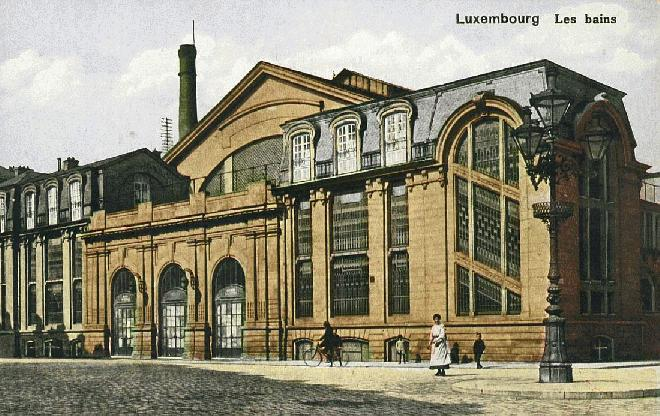
Stadsbaden, Luxemburg-Stad

## Onderscheidingen
- 1867: Ridder 4e klasse in de Orde van de Rode Adelaar[8]
- 1882: Officier in de Orde van de Eikenkroon[9]